# Ohvida brevitarsus
Ohvida brevitarsus là một loài nhện trong họ Ctenidae.
Loài này thuộc chi Ohvida. Ohvida brevitarsus được Elizabeth Bangs Bryant miêu tả năm 1940.